# Hydrocotyle mannii
Hydrocotyle mannii är en växtart i släktet Hydrocotyle och familjen araliaväxter.
Arten är en perenn ört eller halvbuske som förekommer i stora delar av tropiska Afrika samt på Madagaskar. Den beskrevs av Joseph Dalton Hooker 1863.